# Die Innsbrucker Böhmische
Die Innsbrucker Böhmische ist ein siebenköpfiges Blasmusik-Ensemble aus Innsbruck, Tirol.
Die Wurzeln der Innsbrucker Böhmischen liegen im Jahr 1992, als ein Trio bzw. Quartett mit Fredi Gradwohl unter dem Namen „Die Innsbrucker“ drei CDs produzierte. Sie spielten ausschließlich Eigenkompositionen, ähnlich der Oberkrainer Musik. Unter den Musikern entwickelte sich der Wunsch, mit einer möglichst kleinen Besetzung böhmische Blasmusik live aufzuführen, woraufhin sich 1994 die heutige Formation aus sechs Blechbläsern und Schlagzeug zusammenschloss. Alle sieben Mitglieder sind studierte Musiker, die auch im Bereich der Klassik musizieren.
Nachdem der Tubist Mathias Rauch 2007 Die Innsbrucker Böhmische verlassen hatte, kehrte er im Frühjahr 2018 als Baritonist zurück. Ende 2023 verließ er die Besetzung erneut, seine Stimme übernahm Martin Stadler.
Die Innsbrucker Böhmische tritt jährlich ca. 50 Mal europaweit auf, u. a. bei Festivals wie dem Woodstock der Blasmusik. Mit ihrer Single Dem Land Tirol die Treue erhielten sie eine Goldene Schallplatte.

## Diskografie
- 2002: Folge 1 (MCP/VM Records)
- 2005: Folge 2 (MCP/VM Records)
- 2007: Einfach stark (Koch Universal Music)
- 2007: Tip-Top (Koch Universal Music)
- 2010: Perfectum est! (Tyrolis)
- 2011: Bermuda (Tyrolis)
- 2013: Frohe Weihnachten (mit Tobias Forster; Tyrolis)
- 2013: Weltreise
- 2014: Bestzeit (Tyrolis)
- 2015: Unvergessliche Märsche (Tyrolis)
- 2016: Momente (Tyrolis)
- 2018: Im freien Fall (Tyrolis)
- 2019: Gipfelsiege – 25 Jahre (Tyrolis)
- 2020: Traum und Liebe (Tyrolis)
- 2024: Das Beste aus 30 Jahren (Tyrolis)